# アドミラル・ナヒーモフ (客船)
アドミラル・ナヒーモフ（ロシア語: Адмирал Нахимов, SS Admiral Nakhimov）とは、ソビエト連邦の旅客船。全長175.3m。トン数は竣工時は15,286 GRT、沈没時は17,053 GRT。

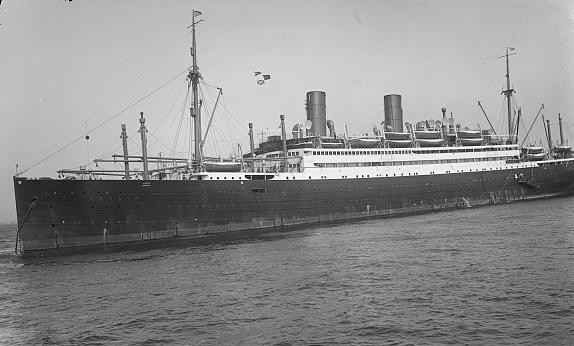
ドイツの客船「ベルリン」の写真。第二次大戦末期に沈み、戦後ソ連によって引き上げられ「アドミラル・ナヒーモフ」と改称された

1925年にドイツで客船「ベルリン」 (Berlin) として竣工し、北ドイツ・ロイド社によるブレーメン・ニューヨーク間の大西洋横断航路に就航していた。第二次世界大戦時には軍に徴用され病院船となった。1945年1月末に東プロイセンからの避難民輸送のため航海に出たところ、スヴィネミュンデ入港時に機雷に接触して損傷し、さらにキールへ曳航されたところでまた機雷に触れて浅い海底に着底し放棄された。
1949年にソ連により引き上げられ、修復時に規模も大きくされた。「アドミラル・ナヒーモフ」と改名され黒海のクルーズ船として活用され、ソ連各地からの保養客を運んだ。
1986年8月31日に保養地ソチへ向け航行中、大型貨物船「ピョートル・ワセフ」（Pyotr Vasev、1万8604トン）と衝突し沈没した。

## 事故
8月31日深夜、客船アドミラル・ナヒーモフは乗客・乗員1,234人以上を乗せ、黒海に面したノボロシースクを保養地ソチに向け出港した。その後突然激しい衝撃がアドミラル・ナヒーモフを襲い、その8分後には423人の生命を道連れに海底に沈んだ。
アドミラル・ナヒーモフのシミルノフ操縦手らが貨物船「ピョートル・ワセフ」の接近に気付いたのは午後11時少し前。当直の上級船員が貨物船に無線で呼びかけ、シミルノフは方位を測定した。貨物船は真っ直ぐにアドミラル・ナヒーモフに向かってくる。ようやく貨物船から「心配するな。避けられる。必要な処置はとる」と返事があり、ぎりぎりのところで貨物船のエンジンは逆転し始めたが間に合わなかった。
事故原因について海洋船舶省のレオニード・ネジャク次官は「人為的ミス」と語った。ヘイダル・アリエフ第1副首相率いる調査団が衝突原因の究明にあたり、「初歩的な不注意と怠慢による衝突」と発表した。